# Okrouhlá, Česká Lípa
Okrouhlá là một làng thuộc huyện Česká Lípa, vùng Liberecký, Cộng hòa Séc.